# خواب تلخ
خواب تلخ فیلمی به کارگردانی و نویسندگی محسن امیریوسفی ساختهٔ سال ۱۳۸۲ است. این فیلم در تاریخ ۲ آذر ۱۳۹۴ در سینماهای ایران اکران شد. خواب تلخ از نظر ساختار روایی در سینمای ایران، فیلمی متفاوت و آوانگارد است و امیریوسفی در آن با رویکردی طنزآمیز به شکاف مدرنیته و سنت در جامعهٔ ایران پرداخته است.
خواب تلخ حضور موفقی در جشنواره‌های جهانی داشت و مورد توجه منتقدان بین‌المللی قرار گرفت. این فیلم نخستین بار در سال ۲۰۰۴ در بخش دو هفتهٔ کارگردان‌های جشنواره فیلم کن به نمایش درآمد و علاوه بر دریافت جایزهٔ نگاه جوان این بخش، نامزد دریافت دوربین طلایی کن هم شد. خواب تلخ سپس در بیش از چهل جشنوارهٔ بین‌المللی به نمایش درآمد و برنده جوایزی چون جایزه اسکندر طلایی جشنواره تسالونیکی و جایزه فیپرشی (فدراسیون بین‌المللی منتقدین) شد. با این حال، به رغم موفقیت‌های جهانی اش موفق به دریافت پروانهٔ نمایش از وزارت ارشاد نشد و تا قبل از سال ۱۳۹۴، جز در برخی محافل سینمایی به صورت عمومی به نمایش درنیامد.

## داستان
خواب تلخ داستان مرده شور پیری به نام اسفندیار در شهر قدیمی سده (خمینی‌شهر فعلی) است که با عزرائیل مواجه می‌شود. بیشتر ماجراهای این فیلم که در ۱۹ اپیزود روایت می‌شود، در گورستانی قدیمی و کهنه در شهر سده که بیش از هشتصد سال عمر دارد اتفاق می‌افتد. همهٔ آدم‌های فیلم از اسفندیار گرفته تا قبرکن، مرده‌شور زن و مردی که لباس مرده‌ها را می‌سوزانند، نابازیگرند و در نقش واقعی خود ظاهر شده‌اند.

## بازیگران
- عباس اسفندیاری :آقا اسفندیار، مرده شور
- محسن رحیمی:پسر لباس سوزان
- دلبر قصری:دلبرخانوم، مرده شور زنان
- یداله انوری:آقا یدالله، قبرکن
- اصغر کاظمی:قبر فروش